# Bas-Mauco
Bas-Mauco (gaskonsko Mau Còrn Baish) je naselje in občina v francoskem departmaju Landes regije Akvitanije. Naselje je leta 2009 imelo 308 prebivalcev.

## Geografija
Kraj leži v pokrajini Gaskonji 12 km jugozahodno od središča Mont-de-Marsana.

## Uprava
Občina Bas-Mauco skupaj s sosednjimi občinami Audignon, Aurice, Banos, Cauna, Coudures, Dumes, Eyres-Moncube, Fargues, Montaut, Montgaillard, Montsoué, Saint-Sever in Sarraziet sestavlja kanton Saint-Sever s sedežem v Saint-Severu. Kanton je sestavni del okrožja Mont-de-Marsan.